# Shintaido

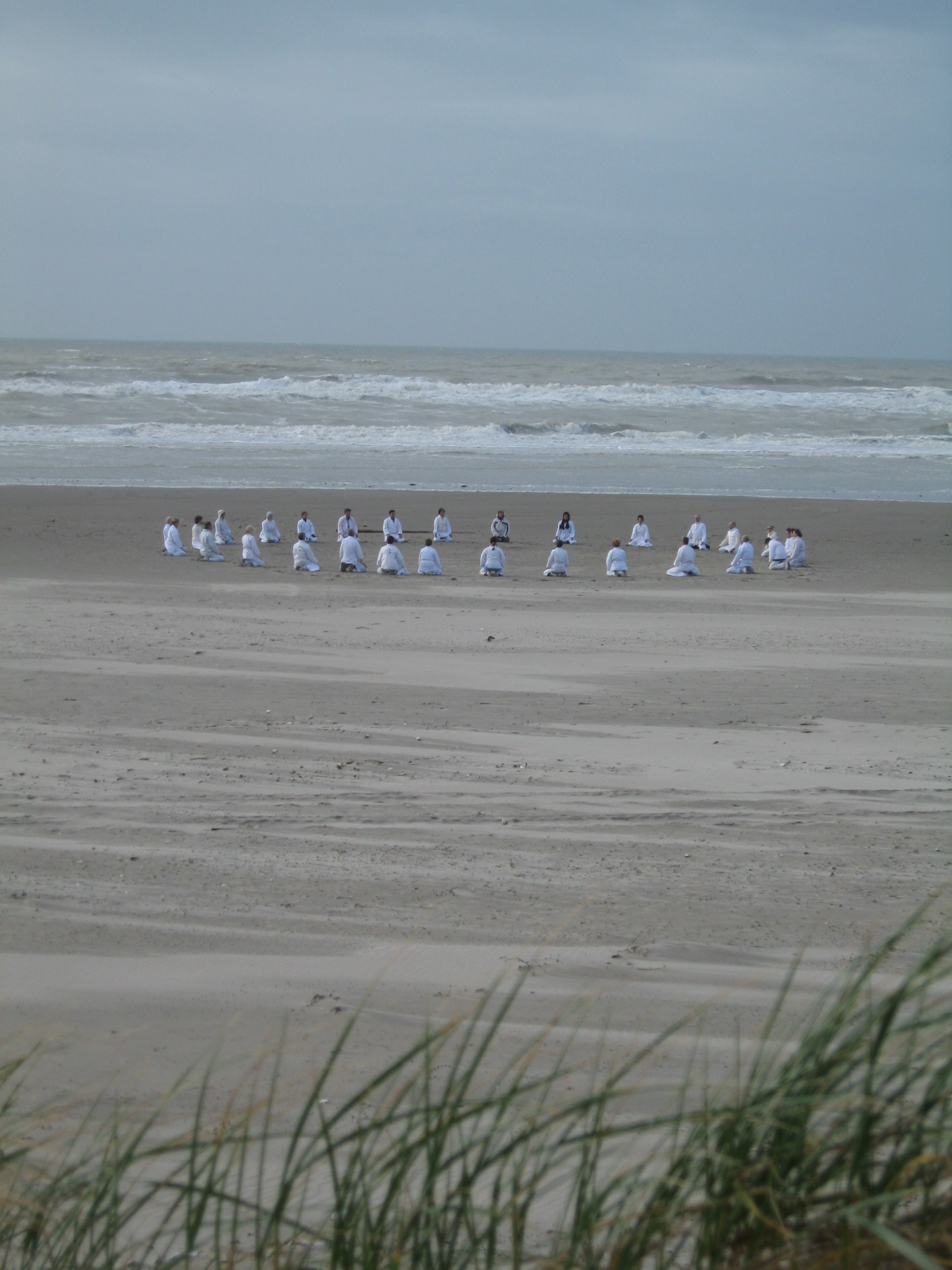
Stage de shintaido.

Le shintaido (en japonais : 新体道, qui peut être traduit comme la « nouvelle voie du corps ») est un ensemble unique de mouvements permettant d’utiliser le corps comme moyen d’expression et de communication. Mêlant à la fois pratique physique et artistique, il a été créé au Japon dans les années 1960. Il plonge ses racines dans les arts martiaux japonais, la médecine chinoise et les techniques bouddhistes de méditation. Ses créateurs ont également été influencés par l'art contemporain et une forme très épurée de christianisme protestant.
Le shintaido ne peut être rangé dans aucune catégorie connue. Il peut être abordé aussi bien comme une pratique martiale que comme une forme d’expression artistique, une pratique de santé, ou un outil de découverte et de transformation de soi.
Le shintaido se pratique à mains nues mais il existe également un cursus de pratique avec bâton, le shintaido bojutsu qui donne lieu à des cours spécifiques. il existe aussi une pratique avec sabre en bois, le « shintaîdo kenjutsu ».

## Historique
Le shintaido a été créé dans les années 1960 par Hiroyuki Aoki.

### Le karaté de Gichin Funakoshi à Shigeru Egami
Originaire de Chine, le karaté a probablement été introduit dans l’île d’Okinawa par le truchement d’ambassades et de voyageurs. À l’origine, les techniques de combat chinoises étaient essentiellement réservées aux membres de la noblesse d’Okinawa, pour lesquels elles constituaient une préparation à l’usage d’armes. Elles se diffusèrent ensuite très lentement dans la population, au fur et à mesure que certains des représentants de la petite noblesse se trouvaient réintégrés au peuple par les aléas de la vie.
À partir du XIXe siècle, sous l’impulsion de plusieurs maîtres successifs, commença à se créer une véritable culture martiale. Le karaté d’Okinawa se systématisa en intégrant des techniques chinoises et japonaises jusqu’à devenir un art véritablement original. Cet art s’exprimait dans des styles différents au travers de plusieurs écoles. Gichin Funakoshi au début des années 1920 étudia ces différents courants, ce qui était inhabituel à l’époque. En 1922, il s’établit à Tokyo et fit connaître et respecter le karaté au reste du Japon et dans le monde.
L’un de ses disciples, Shigeru Egami poursuivit cette tâche et apporta au karaté d’importantes modifications. Sous la direction, du maître Shôyô Inoué, neveu du fondateur de l’aïkido et directeur de l’école Shinwa-Taido il assimila également l’héritage de la tradition martiale japonaise. Cette influence s’avéra prépondérante et modifia sa pratique au point que le karaté de Shigeru Egami a été classé par Tokitsu en 1997 parmi les deux formes de karaté qu’il considère comme influencée par le budo. Aux alentours de 1955, Shigeru Egami commença à enseigner dans les clubs universitaires de karaté. Jeune pratiquant à l’époque, Hiroyuki Aoki qualifia ensuite cette arrivée de « rai de lumière pénétrant l’obscurité » d’une pratique vécue par lui comme passablement brutale et archaïque, même si bénéfique en dernier lieu.

### Le karaté de Shigeru Egami à Hiroyuki Aoki
Sous la direction de Maître Shigeru Egami, le jeune Hiroyuki Aoki pénétra profondément dans le monde des arts martiaux. Il atteignit en quatre ans le plus haut niveau de sa fédération, ce que tout un chacun accomplissait alors normalement en une vingtaine d'années. Fervent admirateur des grands artistes occidentaux, Hiroyuki Aoki avait l’intention de se consacrer à une carrière artistique lorsque Shigeru Egami lui demanda son aide pour l’enseignement des nouvelles générations et le développement de recherches qu’il ne pouvait plus poursuivre lui-même en raison de son état de santé. Ils fondèrent alors un groupe de travail, la Rakutenkai, dont Hiroyuki Aoki prit la direction. Un passage de son livre donne une idée de ce que signifiait enseigner sous l'autorité de Shigeru Egami. Il renseigne également sur la manière dont Hiroyuki Aoki établissait des liens entre cette activité et sa passion pour l'art. Au chapitre "Le gorei  comme direction d'orchestre", il écrit :
« Le gorei est tout à fait comparable à la direction d'un orchestre symphonique. Lorsque je donne le gorei, je compte en japonais –ichi, ni, san,...  quelquefois à voix haute, quelquefois silencieusement. Donner le gorei c'est aider chaque individu du groupe à exprimer ses émotions, ses pensées ou sa philosophie et amener tous les participants à se fondre dans un ensemble plus grand. »
Parallèlement à cette activité, Maître Shigeru Egami le présenta à un nouveau professeur : Maître Shôyô Inoué (voir précédemment). D’après Shiko Hokali, qui fut membre de la Rakutenkai, Maître Shôyô Inoué aurait transmis son enseignement au jeune Aoki sous forme de visions et de rêves. Selon Masatake Egami - fils de Shigeru Egami, un temps disciple de Hiroyuki Aoki et finalement disciple de Shôyô Inoué - Maître Shôyô Inoué aurait toujours refusé de corroborer cette histoire.
Après la deuxième guerre mondiale, le karaté avait connu, comme le judo et d'autres arts martiaux japonais, un grand engouement international à la suite de l'intérêt que leur portèrent les GI au cours de l'occupation américaine du Japon. À la suite de cela un certain nombre de modifications majeures y avaient été apportées (particulièrement l'institution de compétitions officielles inconnues jusqu'alors). Le nombre d'écoles s'était multiplié. Puis vint le choc : au cours des Jeux olympiques de Tokyo en 1964, les judokas japonais furent pour la première fois de leur histoire vaincus par un étranger, le hollandais Anton Geesink qui, en plus de posséder une technique hors pair, était tout simplement plus grand et plus fort qu'eux. Ce fut un bouleversement pour tous les pratiquants japonais des arts martiaux. Pour Maître Shigeru Egami, ce fut aussi la révélation que l'effort de rationalisation des arts martiaux, si souhaitable qu'il ait été pour leur diffusion, avait fini par les vider de leur substance sans leur en faire gagner une autre. Aidé de Hiroyuki Aoki, il s'engagea alors dans un effort de reconstitution (au-delà du travail déjà accompli par Gichin Funakoshi) et de transcription des katas, le patrimoine culturel du karaté. Ils menèrent également une recherche sur l'usage du corps et l'expression de la force. Ils en vinrent ainsi à réaliser à quel point un certain nombre de théories ayant cours à cette époque dans les arts martiaux à ce propos pouvaient être erronées, voire proprement inutiles, alors que d'autres, qui étaient négligées, se révélaient de véritables trésors.
Shigeru Egami a intégré par la suite dans la pratique de son karaté, déjà très innovante, quelques-unes de leurs découvertes. Au bout de quelques années néanmoins, la dynamique d’évolution impulsée par son bouillant disciple devint telle qu’il ne fut plus possible à Shigeru Egami de l’incorporer à son karaté sans risquer de perdre la partie des pratiquants que ces innovations désorientaient. Selon Hiroyuki Aoki, Shigeru Egami lui conseilla alors de créer, malgré sa jeunesse, sa propre école. Les membres du Rakutenkai fondèrent tout d’abord l’organisation Sogo Budo (art martial de synthèse) qui se fixa pour but, entre autres tâches, de produire une encyclopédie des katas de karaté. C’est ainsi que le travail de défrichage et de mise en valeur des deux maîtres aboutit au début des années 1970 à la publication d'une sorte de "bible" de référence entièrement en images : "Karate-Do Kata, For Professionals". Ceci fait, les membres de la Rakutenkaï offrirent cette encyclopédie en guise de cadeau d’adieu à leur ancien maître, procédèrent à la dissolution de l’organisation et en créèrent une nouvelle, véritablement indépendante, le Shintaido, capable de permettre la pleine expression des capacités créatrices de H. Aoki.
D’autres sources laissent entendre que la séparation d’avec Shigeru Egami sensei et le karaté aurait été plus houleuse que ce qu’en a  raconté Hiroyuki Aoki. Tomoji Miyatomo, élève de Shigeru Egami à l’époque, et qui a participé à quelques entraînements de la Rakutenkai, raconte par exemple que Shigeru Egami et Hiroyuki Aoki auraient été en désaccord sur la teneur du livre "Karate-Do Kata For Professionals" et qu’Egami aurait fini par laisser Aoki faire ce qu’il voulait. Bien que le nom d’Egami figure sur la couverture, le livre, dit-il, reflèterait en fait la vision d’Hiroyuki Aoki.

### Un «budomoderne»
Les aspirations spirituelles et artistiques de Hiroyuki Aoki n'étaient pas vraiment satisfaites par la discipline telle qu'elle existait vers le milieu des années 1960. Epris de beauté et de paix, il dit avoir été à la recherche « d'un mouvement qui soit à la fois doux et en expansion, s'étendant jusqu'aux confins de la terre, et une force tranquille tournée ni contre le corps ni contre la Nature ... [mais au contraire] en harmonie avec le rythme de la Nature qui bat profondément dans nos corps ».
Parallèlement à ses activités avec Shigeru Egami, Hiroyuki Aoki avait donc rassemblé autour de lui son groupe de recherche hétéroclite comprenant des pratiquants expérimentés mais d'autres aussi qui avaient cessé la pratique, qu'ils trouvaient trop rude et impitoyable, et d'autres encore qui étaient limités physiquement.
En 1964 il avait atteint son but et découvert, d’après lui comment mouvoir le corps humain de la façon la plus naturelle, la plus belle et la plus efficace. Néanmoins il eût fallu dix ou vingt ans de pratique à un débutant avant d'accéder à cette sorte de mouvement. S'il voulait que ses découvertes puissent amener le développement de la nouvelle culture à laquelle il aspirait, et qu’elles puissent être transmises facilement, il fallait qu'il traduise ces mouvements en un système de formes capable de conduire pas à pas à la maîtrise avec une rapidité et une facilité relatives. Il voulait donc créer un art martial qui conviendrait au grand public.
Ce nouvel art martial devait être un moyen de revitaliser le corps et l’esprit, de donner l'énergie et l'espoir de mener une vie plus colorée et empreinte de fraîcheur, de renouveler chaque jour la conscience. En tant que budo il devait également :
"s'appuyer sur des idées qui englobent la poursuite de la vérité et des idéaux, l'amour impartial du prochain, ainsi que la qualité d'humilité inhérente à cette quête (...). La vie et la mort sont des réalités humaines universelles et restent une question fondamentale pour chacun de nous. Dans cette perspective, le budo japonais est une philosophie unique qui a systématisé une éthologie dont le but est de répondre à la question : "comment perfectionner la vie face à la mort?". Ce budo futur doit de la même manière trouver ses racines (...) en vue d'être accepté et apprécié par les gens de la terre entière. Il doit donc dans ses moindres détails satisfaire le principe élémentaire du budo : regarder la mort en face.
Il serait préférable que ce nouveau budo présente quelques formes ou techniques simples contenant toute l'essence des arts martiaux traditionnels, en plus des thérapies physiques et respiratoires, du massage, de la méditation, etc. (...) D'un certain point de vue, ces katas doivent exprimer la quête, la louange et la dévotion envers Dieu, un idéal, la vérité, l'amour, la paix et la liberté ; mais ils doivent également être les techniques les plus efficaces qui puissent répondre aux exigences du budo.".
Fervent admirateur de la culture occidentale, Maître Aoki dit aujourd'hui qu'il cultivait par ailleurs le secret désir d'amener les arts martiaux au même niveau d'accomplissement artistique que les œuvres immortelles d'artistes passés tels que Beethoven, Van Gogh ou Dostoïevski mais aussi de contemporains comme Henry Miller, Jackson Pollock ou Walt Whitman, qu'il admirait au plus haut point.

#### La Rakutenkaï
Le 23 septembre 1965, compte tenu de toutes ces idées, il rassembla tous ceux qui lui étaient proches et forma un groupe qu'il nomma « Rakutenkai ».
Dans les statuts du groupe, les membres se donnaient pour but de :
" ... rechercher la vérité dans la vie quotidienne pour acquérir une parfaite liberté, vivre dans la lumière et devenir la lumière du monde".
L'organisation était informelle. Les seules conditions pour appartenir au groupe étaient de pratiquer au moins deux fois dans l'année.
Parmi les membres il y avait non seulement des instructeurs de haut niveau mais aussi des femmes, des handicapés physiques, des gens qui avaient cessé la pratique, des jeunes et des vieux.
Hiroyuki Aoki avait le souci d'offrir aux plus faibles les meilleurs fruits d'une pratique dont les procédures traditionnellement sélectives, fruits d'époques révolues, aboutissaient immanquablement à "prêter aux riches". Fort de sa propre expérience et en vertu d'une lecture intelligente des textes, Hiroyuki Aoki considérait que correctement "nourries" ces personnes auraient toutes chances de se révéler comme des "trésors" pour leurs contemporains.
Il proposa au groupe les repères suivants :
1.	N'allez pas au-delà de vos propres principes moraux.
2.	N'oubliez pas votre esprit originel.
3.	Ne jugez pas les autres.
4.	Aimez votre prochain comme vous-même.
5.	Vide (chaque membre le remplissait selon sa propre croyance).

#### Formation d'une équipe et travail de recherche
Parmi ce groupe, Hiroyuki Aoki sélectionna une équipe d'environ trente instructeurs chevronnés pour mener des recherches approfondies sur la pratique.
Le keiko de karaté de l'époque était ordinairement plutôt sévère et rigoureux. Dans son ouvrage, "The art of Karate-do" Maître Shigeru Egami explique que la manière correcte de pratiquer un kata  consiste à le répéter dix, vingt, cinquante cent fois sans s’arrêter et sans se poser de questions. Il faut passer par l’épuisement physique quitte à tomber ou s’évanouir de fatigue.
Ces pratiques se situaient toutefois dans le cadre de formes amplement expérimentées. Le monde particulier de perceptions dans lequel pénétraient les pratiquants à mesure que s'épuisaient leurs forces physiques était en quelque sorte « balisé » par les formes mêmes qui les épuisaient et leur instructeur bénéficiait de l'expérience accumulée de ses prédécesseurs dans la conduite de cette exploration.
Dans la recherche pour une nouvelle pratique, rien de tel. Hiroyuki Aoki avançait résolument dans des contrées inexplorées de l'organisme et du psychisme humain et chaque membre du groupe savait d'avance qu'il existait une probabilité non négligeable qu'il n'en revînt pas.
« La pratique menée par Aoki Senseï était extrêmement rigoureuse. (...) Pour faire l'expérience de ce qui arrivait au-delà des limites humaines, là où ordinairement nous perdons connaissance, une pratique incroyable fut mise en place, même lors de jeûnes de plusieurs jours. En plus des pratiques quotidiennes, ils s'entraînaient presque chaque nuit, à proximité de la maison de leur maître, à Yokohama, où ils séjournaient.
Ils lui parlaient et l'écoutaient jusque tard dans la nuit et quand tout le monde était arrivé, ils allaient pratiquer dans un parc ou sur la plage. Ce fut pratiquement un gashuku permanent qui dura presque trois ans. Durant toute cette époque ils dormirent en moyenne trois ou quatre heures par nuit seulement."
Tous les membres étaient volontaires et pouvaient quitter (ce que certains firent) la pratique à tout instant sans en être bannis pour autant, ce qui était la coutume des arts martiaux traditionnels

#### La nouvelle pratique
À partir de ces keikos expérimentaux de la rakutenkaï, Hiroyuki Aoki choisit les mouvements et waza mis en œuvre par ce groupe restreint qui répondaient à ses exigences pour un nouveau budo, et les introduisit dans son nouveau keiko.
Trois katas de base virent successivement le jour durant cette période : Tenshingoso, Eiko et Hikari (voir ci-après).

## Les principaux katas
La plupart des katas du shintaido peuvent être pratiqués seuls, à deux ou en groupe. Ils peuvent être effectués de façon lente et méditative (sei)ou au contraire dynamique et expressive (dai). Certains katas sont accompagnés de la voix.

### Tenshingoso

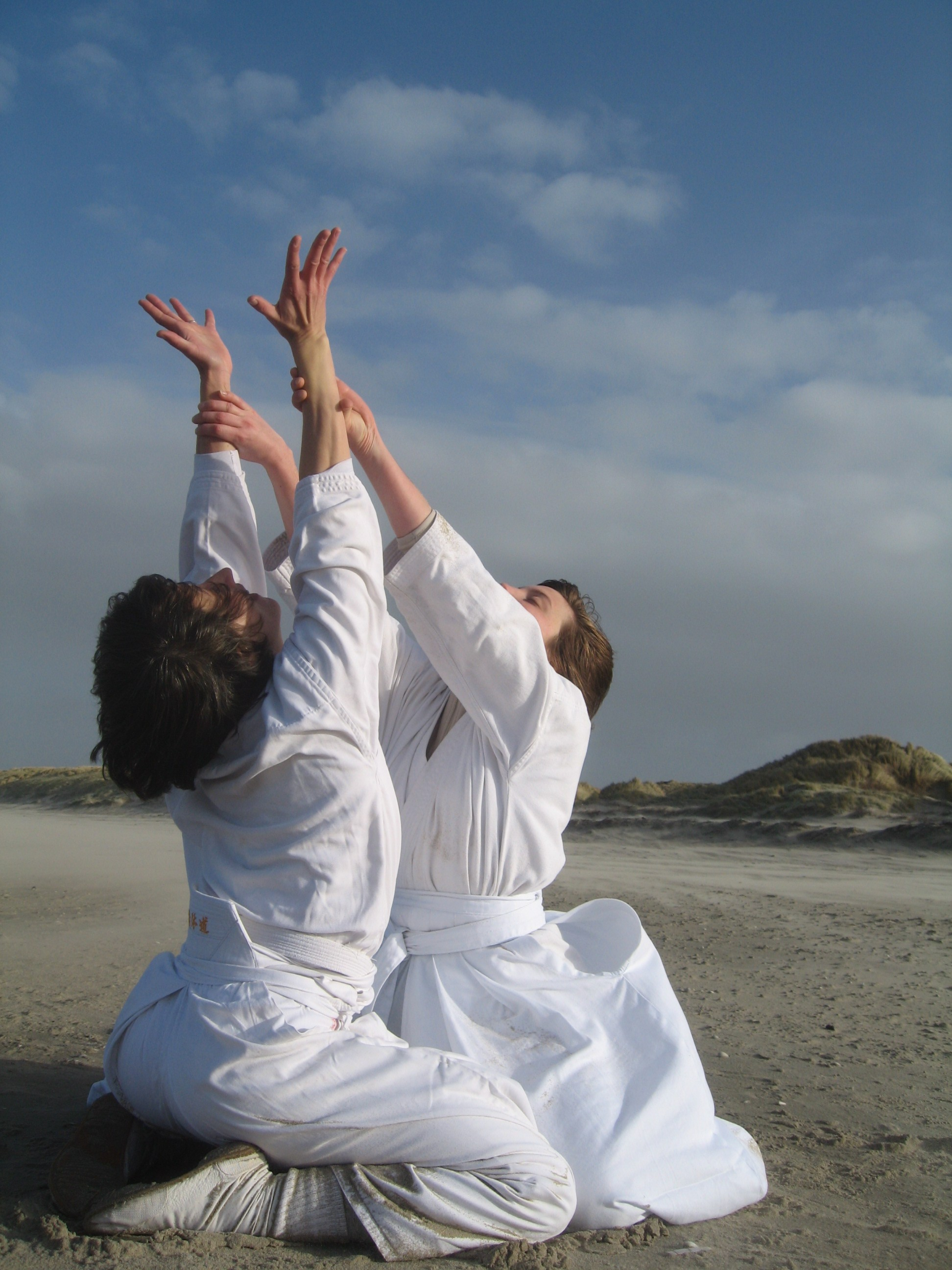
Tenshingoso kumite.

Il s'agit de l’un des katas essentiels du shintaido. Selon le cadre dans lequel on envisage sa pratique, il prend une signification totalement différente. Comme technique martiale, il est le condensé de toutes les principales techniques (attaques, coupes, projections) des budo japonais et permet de réguler le souffle. Comme symbolique artistique, il est une métaphore d'un cycle de vie biologique, de la naissance à la mort. Comme méthode de développement personnel, il est une encyclopédie des principales postures de méditation (mudras).

### Eiko
Littéralement jailli de l’art du sabre, entre ciel et terre, idéal et réalité, Eiko est un hymne à la gloire de l’aventure humaine. Pratiqué avec conviction, il a pour effet de faire sortir les pratiquants de leur « petit monde » et de les plonger dans une marée de sensations nouvelles. Pratiquer Eiko, c'est ouvrir à la fois l’espace autour de soi et en soi. Avec un partenaire, Eiko permet de développer le sens du timing, la concentration et la capacité à repousser ses limites.

### Hikari
Réputé indescriptible, Hikari (littéralement « jouer avec la lumière ») peut être considéré comme l’œuvre maîtresse du fondateur du Shintaido sur le plan artistique. C’est en tout cas une forme unique de son expression personnelle. Sans forme précise Hikari ne s’enseigne pas en tant que lui-même. Il est un aboutissement. Il est plutôt réservé à des pratiquants ayant un certain niveau d’expérience.

### Wakamé Taisso
Dans Wakamé Taisso (« l’algue et l’océan ») deux personnes debout, face à face, jouent alternativement le rôle de l’algue et de l’océan. « L’algue », bien enracinée au fond de la mer, ondule souplement au gré des mouvements que lui imprime « l’océan » en la poussant avec douceur du bout des doigts. L’algue s’efforce d’absorber l’influx sans perdre son équilibre puis, comme une algue après le passage de l’onde, revient en position initiale. Le rythme, au départ doux et lent peut s’accélérer si l’océan perçoit que son partenaire est suffisamment réceptif. Pour des pratiquants expérimentés, les stimulations de l’océan peuvent se transformer en véritables projections (nage wasa). Cet exercice permet d’entrer rapidement dans un état de détente profonde. Sur un plan martial, Wakamé Taisso est aussi une technique qui développe la capacité à anticiper une attaque et à y répondre avec fluidité.

### Taimyo
Dernier-né des katas de Shintaido, Taimyo (« Le Grand Mystère ») a été créé à l’origine pour permettre aux personnes de constitution fragile (personnes âgées ou affaiblies, femmes enceintes) de récupérer leurs forces. Il a donc une vocation thérapeutique. Outre son effet régénérateur, il amène le pratiquant à un état de profonde méditation.

## Les différentes facettes

### Un art martial moderne et non violent
Le shintaido part du constat suivant : à l’heure actuelle, les difficultés  à surmonter dans les sociétés occidentales, relèvent plus souvent de l’ordre psychologique ou émotionnel que de l’ordre de l’affrontement physique. Ce ne sont plus des techniques de combat qui sont nécessaires mais des moyens permettant de vivre dans les sociétés modernes et de faire face aux difficultés qu’elles génèrent.
Le shintaido propose des mouvements corporels qui permettent de développer des ressources pour mieux vivre. Ces mouvements conduisent progressivement les pratiquants à adopter une nouvelle façon d’être: intuitive, plus à l’écoute de soi et avec moins de tensions.

### Une pratique artistique d’expression de soi
La peinture et la musique occidentales ont fait partie des sources d’inspiration du shintaido lors de sa création dans les années 1960. Le secret espoir de son fondateur, Aoki Hiroyuki, était de créer un art martial qui se situerait au niveau des réalisations des grands artistes occidentaux. La beauté et la fluidité des mouvements sont une composante essentielle du shintaido.

### Un outil de développement personnel
La pratique du shintaido est destinée à développer la conscience corporelle et la réceptivité aux multiples informations que communique le corps. Elle est un conçue comme un outil de découverte de l’état intérieur du pratiquant, de son évolution, de ses freins mais aussi de ses ressources. Les exercices avec partenaire sont l’occasion de découvrir et développer la capacité à communiquer et à s’affirmer. Le dojo peut être aussi utilisé comme un espace dans lequel on peut explorer d’autres façons d’être, en toute sécurité : le relâchement dans l’action, l’affirmation de soi, la détermination, la concentration.

### Une pratique de santé
La médecine chinoise et diverses techniques de soins issues de cette tradition ont inspiré au fondateur du shintaido des mouvements qui favorisent la circulation de l’énergie et donc, le mieux-être. La pratique du shintaido développe la tonicité du corps, sans tension musculaire. Les exercices, qui utilisent la voix et le souffle, apprennent aux pratiquants à bien réguler leur respiration.

### Un antidote au stress
La pratique libère le corps de ses tensions et lui permet de retrouver un mouvement naturel et libre. L’idée est que plus le corps est libre, plus les mouvements sont efficaces. Ce mieux-être dans le corps rejaillit ensuite dans la vie de tous les jours.

### Un art martial destiné à tous
Le shintaido fait appel à des qualités (le relâchement, l’ouverture, le ressenti, l’intuition) qui ne nécessitent pas une force physique particulière. Dans cette perspective, les cours comprennent souvent une partie très dynamique destinée à dépasser l’énergie physique/volontaire des pratiquants. Cette énergie volontaire qui s’exprime souvent par l’usage excessif d’un nombre limité de muscles, n’a en effet aucun intérêt pour la pratique du shintaido. Une fois cette énergie épuisée, le pratiquant entre dans un mode énergétique très différent qui le régénère. Le mouvement devient naturel, sans effort, le souffle et le geste sont unifiés.

### Une voie de développement spirituel
Le shintaido peut être vécu comme une « voie » de développement spirituel. Il amène souvent chez les pratiquants une conscience de plus grande proximité ou d’union avec la nature. Il intègre de nombreux exercices de méditation issus du bouddhisme ésotérique. Chaque cours débute et se termine par une courte méditation.

## À qui s’adresse le shintaido?
Le shintaido s’adresse à des adultes quel que soit leur âge. Il offre différents modes de pratique adaptés aux conditions physiques et aux attentes de chacun. Ainsi le shintaido yokitai (pratique douce du shintaido) est plus particulièrement adapté aux personnes désirant des exercices plus calmes et méditatifs. À l’inverse, le shintaido kaihotai, plus dynamique, convient bien à des personnes désirant exprimer leur énergie physique. Le shintaido attire autant les femmes que les hommes.

## Les points-clés

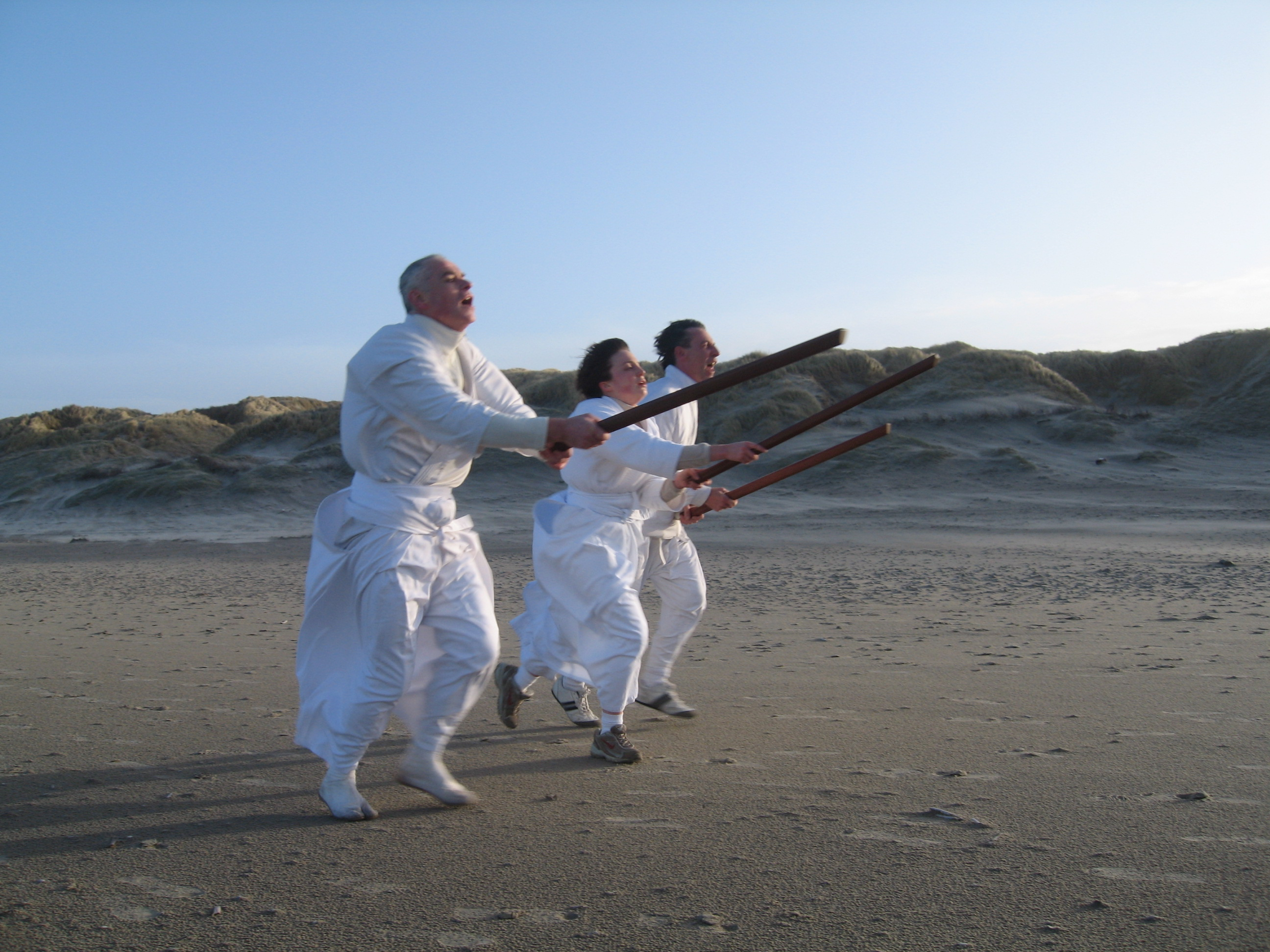

### Le relâchement
Le premier objectif du shintaido est de rendre le corps et l’esprit complètement souples, fluides et détendus. On cherche à imiter la flexibilité de la méduse et de l’algue.

### L’extension
Dans une seconde étape, on développe l’amplitude des formes et des mouvements à travers lesquels on exprime sa force vitale et ses talents.

### L’ouverture
Beaucoup d’exercices permettent d’ouvrir le corps : les hanches, le ventre, la poitrine, les mains. Les pratiquants cherchent à développer un esprit d’ouverture face à la vie et aux autres.

### L’efficacité
Les kumités (exercices avec partenaire) permettent de tester l’efficacité des techniques enseignées. La détente du corps, l’amplitude des mouvements, la justesse de l’intention rendent les techniques efficaces.

### La beauté
La fluidité, la clarté des mouvements sont une part essentielle du shintaido. Les mouvements ont un sens, les pratiquants sont encouragés à les « habiter ».

### La coopération
Il n'y a pas de compétition. Chaque participant est encouragé à s'exprimer librement et à découvrir son potentiel dans un esprit de coopération, de respect de l'autre et de confiance.

### La liberté
Dans le shintaido, la discipline est une voie conduisant à la liberté du mouvement. Lors d’un kumité, la pratique, d’abord formelle, se transforme progressivement en une sorte de danse entre les partenaires.

## Les cours, les stages

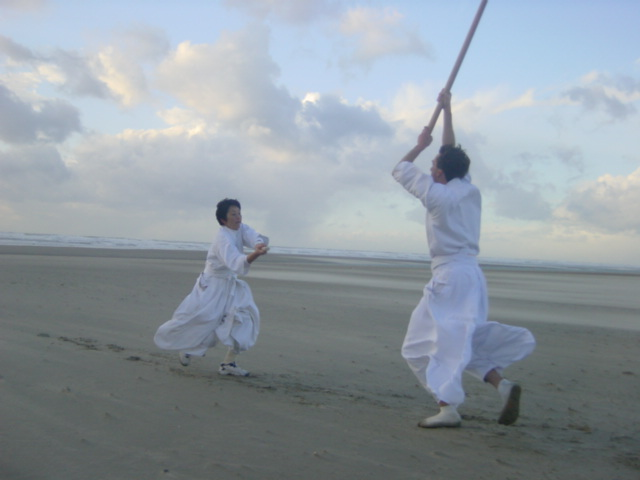
Kumitachi.

La durée d'un cours de shintaido est généralement d’une heure et demie à deux heures. Des journées de pratique avec un thème spécifique sont régulièrement organisées. Des stages régionaux ou nationaux de plusieurs jours ont également lieu plusieurs fois par an. Entre autres stages, tous les ans a lieu le Kangeiko («Pratique au Cœur de l’Hiver »). Ce stage, particulièrement dynamique, se déroule, en extérieur, de préférence sur une plage.
Chaque cours est unique. Son déroulement est fonction de l’instructeur, de la condition physique des participants, des circonstances, du lieu et de la saison. Les cours peuvent être plus ou moins dynamiques, plus ou moins méditatifs. Certains cours sont plus spécialement axés sur la détente et le bien-être.
La plupart des cours comprennent un échauffement, des sauts, la pratique de katas et une courte méditation au début et à la fin.

### Les sauts

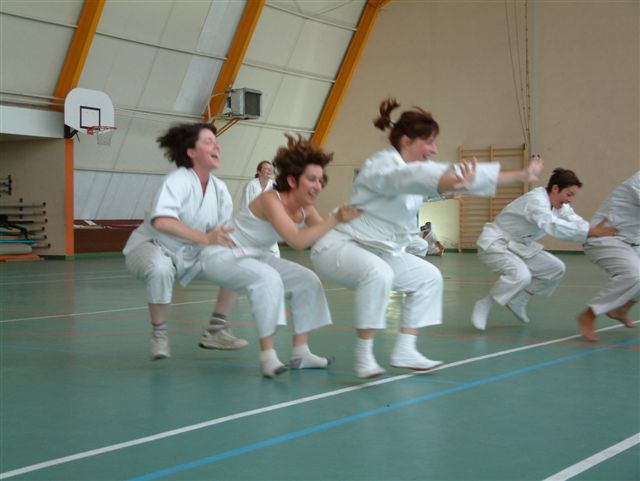
Saut Kaikaku-zenshin-sho.

### Leskatas
Après l’échauffement et les sauts, viennent l’enseignement et la pratique de katas.

### La tenue
La tenue traditionnelle dans un cours de shintaido est un keikogi blanc semblable à celui utilisé par les pratiquants de karaté. La ceinture est blanche, quel que soit le niveau. Les instructeurs portent par-dessus leur keikogi une sorte de jupe blanche traditionnelle, le hakama.

## Le cursus
Le shintaido comprend cinq dan. Le niveau le plus élevé n’est à l’heure actuelle détenu que par quatre personnes.
En moyenne, une dizaine d’années de pratique régulière est nécessaire pour obtenir le diplôme d’instructeur de shintaido (1er dan).
En Europe, les examens peuvent être présentés dans chaque pays jusqu’avant le niveau 1er dan. À partir du niveau 1er dan, les examens se déroulent obligatoirement au cours du stage européen annuel organisé par le European Shintaido College (ESC). À partir du niveau 3e dan, les examens ne peuvent être passés qu’à l’occasion du stage international qui a lieu tous les quatre ans.

## Les institutions

### Internationales
Une fédération internationale, l’ISC (International Shintaido College) dont le siège est au Japon regroupe les instructeurs de shintaido. L’ISC se réunit tous les quatre ans. À cette occasion a lieu une session d’examens. L’ISC étant seule habilitée à délivrer les diplômes du niveau san dan (instructeur senior) et plus.
L'ISC-TC (Technical Committee) comprend neuf membres représentant chacune des trois régions du « monde Shintaido» : l’Europe, les Amériques et l’Asie. Chaque région choisit trois instructeurs pour la représenter. Ce comité étant de création récente ses missions sont encore mal définies. De manière générale, son rôle consiste à veiller à l’harmonisation des pratiques au niveau international et la régulation des échanges entre groupes continentaux.

### Asie
Comprenant le Japon et l’Australie. Le Japon, pays d’origine du Shintaido, compte de nombreux instructeurs. Certains sont regroupés à l’intérieur de l’association Shintaido (NPO) et d’autres sont indépendants.

### Amériques
Le Shintaido est pratiqué aux USA, au Canada et au Brésil. Les instructeurs des USA sont regroupés au sein de Shintaido Of America.
En dehors de cette structure, il n’existe pas d’association regroupant les instructeurs des différents pays du continent, chaque pays ayant sa propre organisation.

### Europe
L’ESC (European Shintaido Federation) regroupe la majorité des instructeurs européens. Les pays représentés sont l’Allemagne, la Belgique, l’Espagne, la France, la Grande-Bretagne, l’Italie, la République Tchèque, la Suisse. L’ESC se réunit une fois par an au cours d’un « Forum ». À cette occasion des pratiques sont organisées sous forme d’échanges d’offres et de demandes. Il s’y tient également une assemblée générale des membres et des examens de niveau sho dan et  ni dan (instructeur auxiliaire et instructeur). Ces niveaux d’examens ne peuvent être passés qu’à  cette occasion. Des passages de grades des niveaux inférieurs sont organisés dans chacun des pays européens en accord avec les règles de l’ESC.
L’ETC (European Technical Committee) veille à la régularité des passages d’examen et élabore les curricula d’examen ou d’enseignement à l’intention des instructeurs européens. Il se réunit environ deux fois par an.
Le shintaido est généralement enseigné par des instructeurs membres de l’ESC mais certains instructeurs non membres se réclament également du shintaido. Chaque pays a sa propre organisation (regroupement national d’instructeurs ou associations locales).

#### Allemagne
L’association shintaido deutschland e. V.  regroupe les instructeurs allemands affiliés à l’ISF et à l’ESC

#### France
- Affiliés ISF et ESC

L’Association Française des Instructeurs de Shintaido (AFIS) regroupe la majorité des instructeurs. Ses membres sont également affiliés à l’ESC. Le site  permet d’obtenir les noms et adresses des associations locales de chaque instructeur.
Les principales associations dont les instructeurs enseignent à l’heure actuelle sont :
Association Alizarine (Midi Pyrénées)
Projet H 20 (région parisienne)
Richesses du Japon (Oise)
Shintaido Bo-Jutsu (région parisienne)
Shintaido Paris (Paris)
Shintaido Rhône-Alpes (Lyon)
Centre d'Arts Corporels
Shintaido Val de Loire
Shintaido Côte d’Azur
Shintaido Paris CONGAS (Bernard Lépinaux)
- Non affiliés ISF et ESC

La Société des gens de geste / Shintaido Arambol 
- Pratiques dérivées

Kitaïdo

#### Grande-Bretagne
L’association British Shintaido  regroupe les instructeurs affiliés à l’ISF et à l’ESC

#### Italie
L’association shintaido italia  regroupe les instructeurs italiens affiliés à l’ISF et à l’ESC

#### Suisse
Deux associations regroupent les instructeurs Suisses affiliés à l'ISF et l'ESC :
- Shintaido of Switzerland
- Shintaido Léman )